# Calinda
Calinda (in greco antico: Κάλυνδα?, Kàlynda) era un'antica città della regione della Caria, nell'odierna Turchia. La città era situata a sud di Alicarnasso, capitale della Caria, ma la sua esatta posizione non è nota, né sono stati rinvenuti reperti archeologici.

## Storia
Nel V secolo a.C. la città faceva parte del regno di Caria, che a sua volta dipendeva dall'impero achemenide. Nel 480 a.C., nel corso della seconda guerra persiana, il re di Calinda, Damasitimo (in greco antico: Δαμασίθυμος?, Damasithymos), partecipò al fianco della regina di Caria, Artemisia I, alle battaglie di Capo Artemisio e di Salamina contro la coalizione greca. La nave di Damasitimo faceva parte della flottiglia di cinque triremi di Artemisia, che erano tenute in massima considerazione nell'imponente flotta di Serse I di Persia, che contava più di mille navi.
La trireme di Damasitimo fu affondata nel corso della battaglia di Salamina dalla stessa Artemisia che, resasi conto della totale sconfitta della flotta persiana, fece prontamente sostituire le insegne della sua nave, che riportavano i colori e i simboli della flotta persiana, con altri contrassegni, preventivamente preparati allo scopo, che riportavano invece i colori e i simboli della flotta greca ed affondò la nave dell'alleato, col quale aveva tra l'altro dei trascorsi di rivalità, ingannando così i greci e salvando la sua vita e la sua nave.